# ییپ و یانکه
ییپ و یانکه (هلندی: Jip en Janneke) عنوان مجموعه داستان‌هایی پنج جلدی دربارهٔ زندگی روزانه دو کودک پیش دبستانی است.
کتاب‌ها در قطع پالتویی و ویژهٔ گروه سنی ب، ج منتشر شده‌است.
خانم آنی ام. خی. شمیت (۱۹۱۱ - ۱۹۹۵) نوشتن این داستان‌ها را در ۱۳ سپتامبر ۱۹۵۲ آغاز کرد و ۷ سپتامبر ۱۹۵۷ آن را به پایان رساند. نقاشی‌های کتاب کار فی‌یپ وستن‌دروپ است.
ترجمهٔ این داستان به دیگر زبانها اغلب با تغییر نام شخصیت‌ها همراه بوده‌است. نویسندهٔ کتاب اولین بانوی هلندی بود که جایزهٔ هانس کریستین اندرسن را دریافت کرد.

## چند خط از کتاب
غول ترسناک
یانِکِه یک کتاب تازه خریده است، پر از داستان و تصویر.
ییپ فقط می‌تواند شکل‌های کتاب را تماشا کند.
یانِکِه می‌پرسد: دستات تمیزه؟ کتابمو کثیف نکنی‌ها!
ییپ می‌گوید: نه، کثیف نمی‌کنم.
با هم کتاب را ورق می‌زنند. بعد مادر یانِکِه می‌آید و یکی از داستان‌ها را برای شان می‌خواند...